# Política exterior feminista
La política exterior feminista, o diplomacia feminista, es una estrategia integrada en las políticas públicas y prácticas de un Estado. Su objetivo es promover la igualdad de género y ayudar a mejorar el acceso de las mujeres a los recursos, los derechos humanos básicos y la participación política. Recoge tres apartados de derechos, recursos y representación. El concepto fue acuñado por primera vez e integrado en la política gubernamental por Margot Wallström, exministra de Asuntos Exteriores de Suecia. Los objetivos que la política exterior feminista incluye entre otros: 
- La lucha contra la violencia sexual y sexista;[3]
- La educación de las mujeres y las niñas, y la de los hombres y los niños;[3]
- La emancipación económica de las mujeres en todo el mundo;[3][4]
- Involucrar a las mujeres en la política y la toma de decisiones;[1]
- Participación de las mujeres en las negociaciones y tratados de paz.[1]

Wallström impulsó como una de sus medidas la creación de una red mundial de mujeres negociadoras de paz; ya que a menudo las mujeres no son invitadas a la mesa de negociaciones a pesar de sus funciones de mediación informal. Incluir a las mujeres en las negociaciones de paz aumenta la probabilidad de que los acuerdos de paz sean más duraderos. La evidencia científica ha demostrado que la participación de las mujeres en las negociaciones de paz tiene importantes efectos positivos, como una menor probabilidad de que el país estalle nuevamente en un conflicto y una mayor aceptación de la población en su conjunto. En ese sentido, los acuerdos de paz en los que participan mujeres tienen "un 35% más de probabilidades de durar quince años". según un análisis estadístico de 182 acuerdos de paz firmados entre los años 1989 y 2011. 
La Política Exterior Feminista se ha consolidado como una herramienta estratégica dentro del marco del multilateralismo, al permitir la integración de los derechos de las mujeres y la igualdad de género en acuerdos regionales y globales. Su implementación en las agendas estatales fortalece el consenso internacional en ámbitos clave como la democracia, el desarrollo sostenible, la paz y la seguridad. La Política Exterior Feminista busca garantizar que las prioridades de género sean consideradas de forma sustantiva y transversal en los procesos de decisión y negociación internacional

## Difusión en el mundo

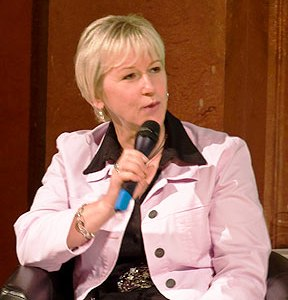
Margot Wallström, ministra sueca de Asuntos Exteriores creadora del concepto de política exterior feminista.

En la actualidad, 45 estados y la Unión Europea han ratificado desde mayo de 2011, el Convenio de Estambul, que es un tratado de derechos humanos del Consejo de Europa para prevenir la violencia, proteger a las víctimas y poner fin a la impunidad de los perpetradores.
Dentro de los 17 Objetivos de Desarrollo Sostenible que fueron establecidos por las Naciones Unidas en 2015, la igualdad de género es uno . Para alcanzar este objetivo amplio y universal, se establecieron metas específicas. Destaca la meta 5.5 : «Garantizar la participación plena y efectiva de las mujeres y la igualdad de oportunidades de liderazgo en todos los niveles de adopción de decisiones en la vida política, económica y pública».

### Chile
Durante el gobierno de Gabriel Boric, el Ministerio de Relaciones Exteriores decidió abordar la elaboración de una Política Exterior Feminista para promover acciones de transversalización de género con el propósito de eliminar los obstáculos que impiden el avance de las mujeres y niñas hacia el pleno ejercicio de su autonomía y derechos.

### España
España cuenta con una contundente Política Exterior Feminista, que ha confirmado en la "Estrategia de Acción Exterior 2025-2028" al afirmar que "España aspira a ser un referente de compromiso en la promoción activa de la igualdad de género por lo que esta constituye un eje prioritario de nuestra acción exterior".